# Hemimycena
Hemimycena es un género de fungi (hongos) de la familia Mycenaceae. El género tiene una distribución amplia, y según una estimación de 2008, contiene alrededor de 50 especies. El género fue descrito por el mycólogo Rolf Singer en 1938.

## Especies
- H. angustispora
- H. candida
- H. cephalotricha
- H. conidiogena
- H. crispata
- H. cucullata
- H. cyphelloides
- H. delectabilis
- H. epichloë
- H. gracilis
- H. gypsella
- H. hirsuta
- H. lactea
- H. longicystis
- H. mairei
- H. mauretanica
- H. minutissima
- H. ochrogaleata
- H. pithya
- H. pithyophila
- H. pseudocrispula
- H. pseudolactea
- H. reducta
- H. rickenii
- H. subglobispora
- H. subimmaculata
- H. tortuosa